# Studina
Studina est une commune roumaine située dans le județ d'Olt.